# Battaglia navale di Casablanca
La battaglia navale di Casablanca fu una serie di scontri navali combattuti al largo delle coste Marocchine, tra le forze Americane impegnate nell'invasione del Nord Africa (Operazione Torch) e quelle della Francia di Vichy che difendevano la neutralità del Protettorato francese del Marocco, in base ai termini dell'armistizio del 22 giugno 1940.
Le ultime fasi della battaglia furono condotte da operazioni degli  U-Boot tedeschi che avevano raggiunto la zona lo stesso giorno in cui le truppe francesi si arresero.

## Sfondo
Allo scoppio della seconda guerra mondiale il Marocco come le altre colonie francesi erano sotto il controllo della Francia, a seguito della sconfitta francese nella campagna del 1940, la Francia si era arresa alla Germania firmando un armistizio.
A seguito dell'armistizio la Francia si divise tra colloro che si unirono alle forze della Francia Libera, guidate dal generale francese Charles de Gaulle, con l'appoggio del Regno Unito mentre altri si unirono alla Francia di Vichy.
La Francia di Vichy che controllava diverse colonie compreso il Marocco era di fatto neutrale ma dalle clausole dell'armistizio era tenuto a difendersi da qualsiasi attacco nemico che mirasse a impossesarsi dei suoi territori, i timori britannici che la flotta francese potesse cadere nelle mani dei tedeschi e a seguito del rifiuto dei francesi di internare le proprie navi portò all'attacco a Mers-el-Kébir del luglio 1940, dove i Britannici danneggiarono diverse unità per impedire alle potenze dell'Asse di impadronirsi della flotta francese, questo atto inasprì e peggiorò i rapporti tra la Francia di Vichy e il Regno Unito.
Nel novembre 1942, gli Alleati intesionati ad allentare la presa delle forze Italo-Tedesche in Africa, pianificarono l'Operazione Torch con l'obiettivo di sbarcare in Marocco e in Algeria, costringere le truppe di Vichy ad arrendersi e fare in modo che le truppe Italiane e Tedesche siano costrette a ripiegare sulle proprie linee difensive.
Casablanca, nel Marocco francese, rappresentava un obiettivo strategico per il controllo del Nord Atlantico e per garantire porti di sbarco sicuri.

## Forze contrapposte

### Forze americane
Il convoglio di truppe UGF 1 lasciò la baia di Chesapeake il 23 ottobre 1942 e fu raggiunto il 26 ottobre da una forza di copertura di corazzate e incrociatori in partenza da Casco Bay, il 28 ottobre la portaerei Ranger e le portaerei di scorta Sangamon, Suwannee, Chenango e Santee partirono dalle Bermuda. Queste navi furono schermate da 38 cacciatorpediniere americani. 
La Task Force 34 (TF 34) includeva 102 navi per l'invasione del Marocco sotto il comando del contrammiraglio Henry Kent Hewitt a bordo dell'incrociatore pesante ammiraglia Augusta. Mentre la TF 34 salpava, il sottomarino britannico HMS Seraph sbarcò il maggiore generale Mark Clark vicino ad Algeri per incontrare gli ufficiali militari francesi filoamericani di stanza in Algeria. Gli ufficiali francesi condivisero informazioni sulle disposizioni difensive ma gli americani non condivisero i dettagli critici dell'invasione su tempi, forza e distribuzione delle forze. Nessuna informazione è stata fornita ai principali leader francesi, tra cui il comandante in capo delle forze armate, ammiraglio François Darlan, il comandante in capo nordafricano generale Alphonse Juin, o il residente marocchino generale Charles Noguès.

### Forze di Vichy
Nel 1942, Casablanca era il principale porto controllato dalle forze di Vichy sull'Atlantico (gran parte della costa atlantica francese era stata occupata dalla Germania nel 1940) e anche la più importante base navale dopo Tolone.
La base era disposta da diverse batterie costiere composte da 4 cannoni da 194 mm (7,6 pollici) e quattro da 138 mm (5,4 pollici).
Nel porto era presente la corazzata Jean Bart operativa sebbene incompleta fuggita dai cantieri navali di Saint-Nazaire nel 1940, un incrociatore leggero, 9 cacciatorpediniere, 11 sottomarini e alcuni dragamine erano in porto la mattina dell'8 novembre.
La maggior parte del personale francese presente alla riunione pre-invasione del generale Clark era composta da ufficiali dell'esercito. Le informazioni successivamente trasmesse durante i contatti pre-invasione con il personale dell'esercito di stanza in Marocco furono interpretate come una richiesta di raccomandazioni. Non è stato documentato alcun contatto pre-invasione con il viceammiraglio Michelier, che comandava le forze navali responsabili della difesa di Casablanca. L'ammiraglio Michelier non godeva ancora della fiducia degli ufficiali nordafricani in contatto con gli americani, poiché era stato membro della Commissione per l'armistizio fino all'assunzione del suo incarico a Casablanca meno di un mese prima dell'invasione.

## Gli scontri

### 8 novembre
Le navi da trasporto del gruppo centrale comprendente le unità William P. Biddle, Leonard Wood, Joseph T. Dickman, Tasker H. Bliss, Hugh L. Scott, Joseph Hewes, Edward Rutledge, Charles Carroll, Thomas Jefferson, Ancon, Elizabeth C. Stanton, Thurston, Arcturus, Procyon e Oberon ancorarono a 8 miglia da Fedahla a mezzanotte.
Le imbarcazioni da sbarco si incontrarono e partirono alle 6.00 del mattino.
Le batterie costiere di Pont Blondin furono allertate dal rumore delle imbarcazioni da sbarco e con i riffletori illuminarono la spiaggia, poco dopo le unità aprirono il fuoco con le mitragliatrici, il cacciatorpediniere Wilkes e una nave da ricognizione incaricate di forzare Red Bech si spostarono dalla zona designata in seguito alla rilevazione di una unità sconosciuta identificata come "nemica"; le imbarcazioni da sbarco mentre tentavano di sbarcare sulla spiaggia pianificata a tutta velocità finirono sulle rocce.
Delle 32 imbarcazioni 21 affondarono mentre le unità sopravissute furono affondate dalle forti onde del mare.
3.500 soldati americani erano sbarcati all'alba e la foschia del mattino impediva ai francesi di vedere il grosso delle unità americane nonostante ciò le batterie costiere di Fedala aprirono il fuoco sulle imbarcazioni da sbarco poco dopo le 7.00 del mattino.
Alle 7.20, l'ammiraglio Hewitt ordinò a quattro cacciatorpediniere di supportare le forze da sbarco e ad aprire il fuoco sulle batterie costiere francesi.
I cannonieri francesi danneggiarono i cacciatorpediniere Ludlow e Murphy, alle 7.25 i cacciatorpediniere furono protetti dai cannoni degli incrociatori Augusta e Brooklyn che prottegevano le navi da trasporto truppe.
La Ludlow e il Wilkes misero a tacere le batterie costiere di Pont Blondin, mentre l'Augusta mise a tacere le batterie costiere di Fedala.
Il Murphy, il Wainwright e altre unità statunitensi ingaggiarono lo scontro poco prima delle 7.00 contro alcuni aerei francesi riuscendo a respingerli.

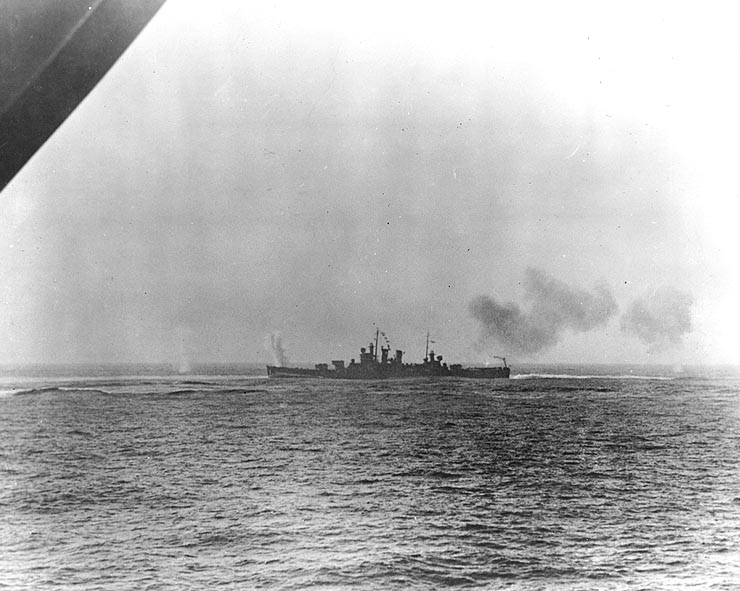
l'incrociatore pesante USS Wichita sotto tiro al largo di Casablanca l'8 novembre 1942

I sottomarini francesi Amazone, Antiope, Méduse, Orphée e Sibylle si mossero verso le proprie zone di pattugliamento intorno alle 7.00 mentre alle 7.50 gli aerei francesi si alzarono da terra per intercettare i bombardieri lanciati dalle portaerei Ranger e Suwanee.
Gli aerei francesi si scontrarono contro gli aerei della Ranger dove sette aerei francesi furono abbattuti mentre 4 o 5 aerei americani furono persi.
Intanto i bombardieri americani raggiunsero Casablanca e la bombardarono intorno alle 8.04, nel raid aereo dieci navi mercantili e alcuni transatlantici vennero affondati mentre i sottomarini francesi Amphitrite, Oréade e Psyche furono distrutti in quanto ormeggiati nel porto.
la forza di copertura americana comprendente le unità Massachusetts, Wichita, Tuscaloosa scortate dai cacciatorpediniere Mayrant, Rhind, Wainwright e Jenkins si presentarono al largo e aprirono il fuoco contro le batterie di El Hank alle 8.40, la Jean Bart sebbene disponesse di una sola torretta apri il fuoco contro le unità americane, l'unità presa di mira dalla Massachusetts fu danneggiata e mesa a tacere temporaneamente, il colpo infatti paralizzò la sua torretta.

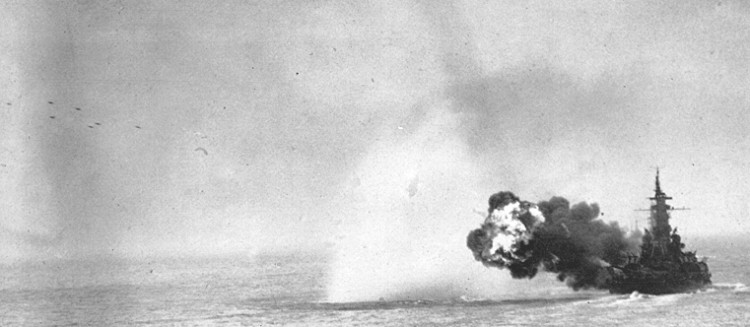
I nove cannoni del Massachusetts (qua ripresa in azione nel Pacifico) diedero alle forze degli Stati Uniti un notevole vantaggio a Casablanca

Mentre la forza di copertura impegnava la batteria El Hank a ovest di Casablanca, sette navi del 2° squadrone leggero francese uscirono dal porto di Casablanca alle 9.00, sotto la copertura di una cortina fumogena per attaccare le navi da trasporto truppe ancorate al largo di Fedala a est.
Il cacciatorpediniere francese Milan insieme ai cacciatorpediniere Fougueux e Boulonnais si mossero e alle 9.20 le unità furono mitragliate dagli aerei della Ranger, i cannonieri francesi affondarono una nave da sbarco e colpirono la Ludlow, il Milan dopo essere stato danneggiato dalla Wilkes, Wichita e Tuscaloosa si arenò. 
Le unità Massachusetts e Tuscaloosa ingaggiarono i cacciatorpediniere francesi Fougueux alle 10.00 e Boulonnais alle 10.12, Il Fougueux affondò alle 10.40 mentre l'incrociatore leggero Primauguat insieme ai cacciatorpediniere Albatros, Brestois e Frondeur furono ingaggiati dal Massachusetts, dall'Augusta e dal Brooklyn dalle 11.00 alle 11.20.
L'Albatros si arenò per evitare di affondare mentre le navi rimanenti tornarono al porto di Casablanca, dove il Primauguet si arenò e bruciò e i due cacciatorpediniere si capovolsero.
Il sottomarino francese Amazone mancò il Brooklyn mentre il Sibylle scomparve mentre pattugliava la zona tra Casablanca e Fedala, la causa della sua distruzione rimane incerta. I sottomarini francesi sopravvissuti Sidi Ferruch e Le Conquérant compirono una sortita senza siluri per evitare la distruzione nel porto, Le Tonnant riuscì a caricare alcuni siluri prima di partire, l'Augusta affondò il Boulonnais a mezzogiorno e L'Alcyon rimase l'unico cacciatorpediniere francese operativo.
Tre piccole navi da guerra francesi emersero dal porto di Casablanca nel primo pomeriggio per salvare i marinai dal cacciatorpediniere affondato Fougueux, le navi di soccorso furono respinte dal fuoco di artiglieria della forza di copertura americana. Gli aerei francesi bombardarono e mitragliarono la spiaggia dello sbarco a intervalli durante il giorno, ma causarono pochi danni. Gli operai avevano riparato la torretta della Jean Bart entro il tramonto e la batteria El Hank rimase operativa. Quasi la metà delle 347 navi da sbarco americane era stata distrutta e meno di 8.000 soldati erano stati sbarcati mentre cinque sottomarini francesi inseguirono la flotta d'invasione fino a sera.

### 9 novembre

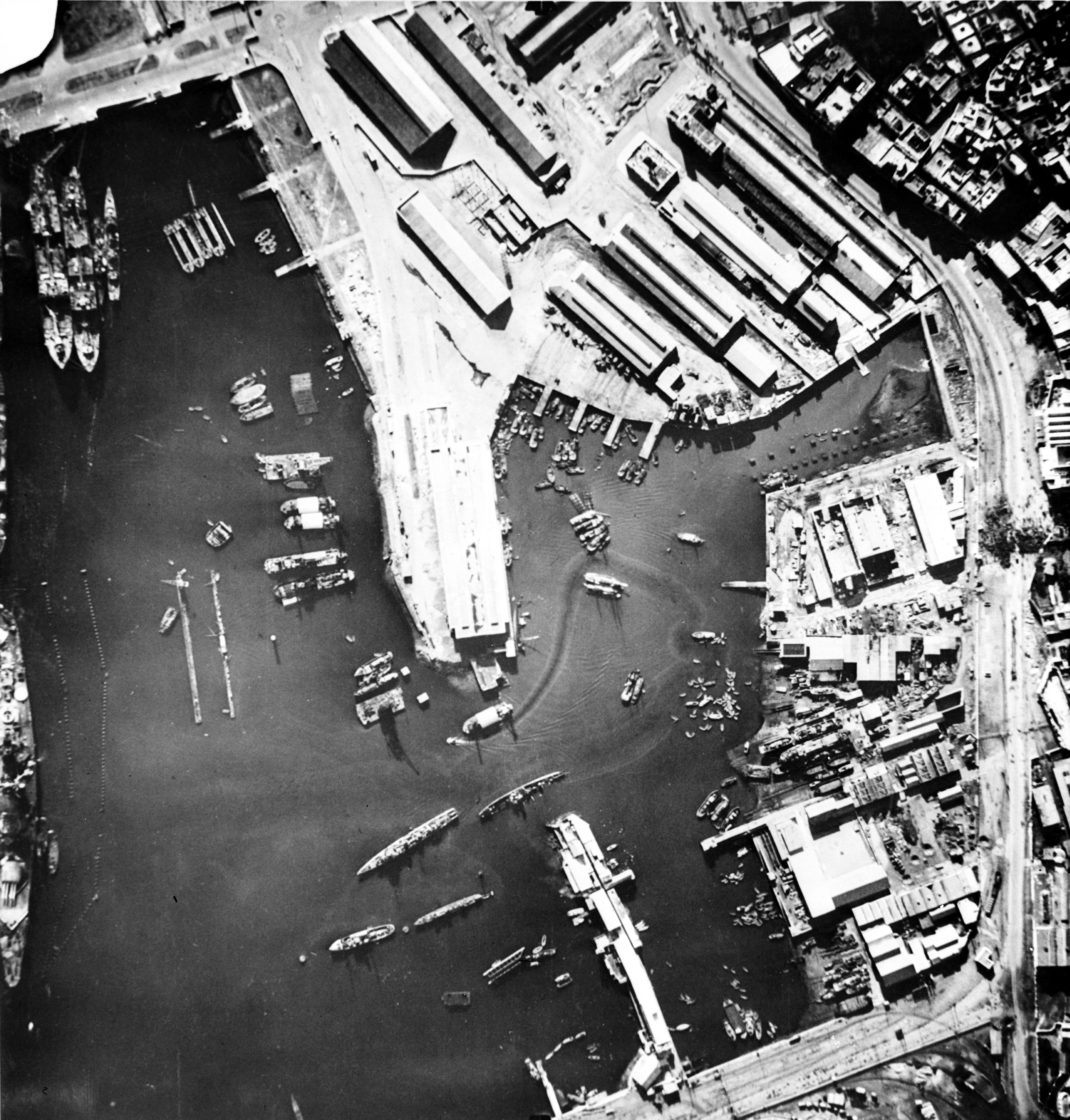
Vista aerea del porto di Casablanca la mattina del 9 novembre

L'alba trovò le spiagge dello sbarco di Fedala flagellate da onde alte 1,8 metri che ostacolarono notevolmente l'ancoraggio delle navi da trasporto truppe alla spiaggia. le truppe che erano a terra si ritrovarono con pochissime scorte materiali, c'erano carenze di munizioni e forniture mediche inadeguate per i feriti e le comunicazioni si interruppero perché le apparecchiature radio erano ancora a bordo delle navi da trasporto truppe. 
L'avanzata verso Casablanca si interruppe siccome le squadre a terra non disponevano di attrezzature meccanizzate per spostare le scorte dalla spiaggia dello sbarco.

### 10 novembre
I dragamine francesi Commandant Delage e La Grecieuse uscirono alle 10.00 per aprire il fuoco sulle truppe americane che avanzavano da Fedala verso la periferia di Casablanca.
L'incrociatore Augusta e i cacciatorpediniere Edison e Tilman inseguirono i dragamine fino al porto di Casablanca dove furono costretti a ritirarsi dal fuoco della Jean Bart.
Nove bombardieri in picchiata della Ranger colpirono la Jean Bart e alle 16.00 la nave affondò addagiandosi sul fondale basso del porto con i ponti allagati.
I sottomarini francesi Meduse, Le Tonant e Antiope lanciarono i propri siluri contro la Ranger, la Massachusetts e la Tuscaloosa mancando le unità.
La Meduse fu paralizzata dai contrattacchi americani e si arenò al largo di Capo Blanc mentre i restanti due sottomarini si ritirarono.

### 11 novembre
Casablanca si arrese l'11 novembre, mentre 11.000 tonnellate di rifornimenti per le truppe d'invasione rimasero a bordo delle navi da trasporto truppe. Quel giorno i sottomarini tedeschi riuscirono a raggiungere le navi da trasporto truppe prima che completassero lo scarico del carico. Nel primo pomeriggio, l'U-173 silurò il cacciatorpediniere Hambleton, la petroliera Winooski e la nave da trasporto truppe Joseph Hewes, circa 100 uomini affondarono con la Joseph Hewes. In quel momento, la Bristol avvistò un sottomarino emerso e attaccò con i suoi cannoni di coperta e infine con bombe di profondità, ma non si ritiene che abbia affondato il sottomarino francese. La Sidi Ferruch fu affondata dagli aerosiluranti della Suwanee l'11 novembre.

## Le ultime azioni

### 12-16 novembre

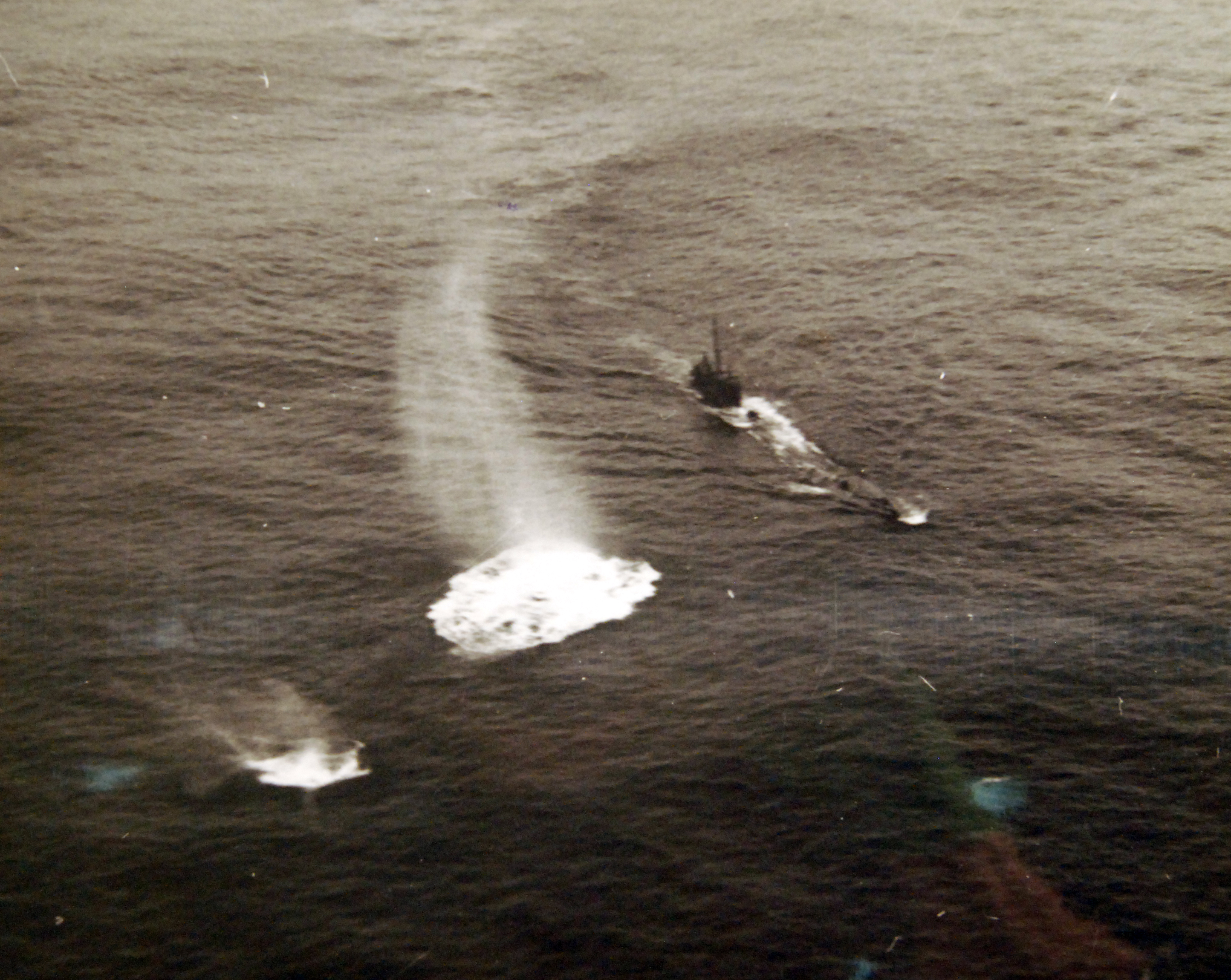
Sottomarino francese sotto attacco aereo al largo di Casablanca nel novembre 1942

Le navi da trasporto truppe d'invasione rimasero nel loro ancoraggio improvvisato per mantenere aperto il porto di Casablanca e scaricare truppe aggiuntive dall'arrivo previsto del convoglio UGF-2 finché l'U-130, al comando di Ernst Kals, silurò le navi da trasporto truppe Tasker H. Bliss, Hugh L. Scott ed Edward Rutledge la sera del 12 novembre, uccidendo altri 74 militari americani e spingendo le navi da trasporto truppe non danneggiate a lasciare l'ancoraggio e a manovrare evasivamente in mare finché non furono in grado di ormeggiare a ridosso della diga foranea di Casablanca il 13 novembre per completare lo scarico dei rifornimenti. Delle navi americane danneggiate dai siluri dei sottomarini l'11 e il 12 novembre, tutte e quattro le navi da trasporto truppe affondarono, ma la petroliera e il cacciatorpediniere furono riparati. Le navi da trasporto truppe sopravvissute lasciarono Casablanca quando lo scarico fu completato il 17 novembre. 
I sottomarini francesi Amazone e Antiope raggiunsero Dakar e l'Orphee ritornò a Casablanca dopo la resa della città. 
Le Conquerant fu affondato il 13 novembre da due idrovolanti VP-92 PBY Catalina al largo di Villa Cisneros, Le Tonnant fu affondato al largo di Cadice il 15 novembre mentre il 16 novembre l'U-173 fu affondato al largo di Casablanca da cacciatorpediniere americani.

## Conseguenze
Durante la battaglia navale di Casablanca, Hewitt perse quattro navi da trasporto truppe e circa 150 mezzi da sbarco, oltre a subire danni a diverse navi della sua flotta. Le perdite francesi ammontarono a un incrociatore leggero, quattro cacciatorpediniere e cinque sottomarini. Diverse altre navi si erano arenate e necessitavano di recupero. Sebbene affondata, la Jean Bart fu presto recuperata e ne seguì un dibattito su come completarla. Questo dibattito continuò per tutta la guerra e rimase a Casablanca fino al 1945. 
Dopo aver preso Casablanca, la città divenne una base alleata chiave per il resto della guerra e nel gennaio 1943 ospitò la Conferenza di Casablanca tra il presidente Franklin D. Roosevelt e il primo ministro Winston Churchill.
A nord dopo alcuni giorni di combattimento, le forze francesi in Marocco e in Algeria accettarono il cessate il fuoco e iniziarono a collaborare con gli Alleati, tra cui anche lo stesso Darlan, la resa di sei divisioni marocchine e una piccola forza di commando a Casablanca venne considerata dalla Germania come una chiara violazione degli obblighi francesi di difendere la neutralità marocchina in base all'armistizio del 22 giugno, a seguito del successo degli sbarchi alleati le forze Italo-Tedesche tra il 10 e il 27 novembre 1942, occuparono la zona libera francese per prevenire un potenziale sbarco alleato nella Francia non occupata.

## Ordine di Battaglia

### United States Navy
- Ammiraglio Henry Hewitt
  - 1 portaerei: Ranger
  - 1 portaerei di scorta: Suwannee
  - 1 nave da battaglia: Massachusetts
  - 3 incrociatori pesanti: Wichita, Tuscaloosa e Augusta
  - 1 incrociatore leggero: Brooklyn
  - 14 cacciatorpediniere: Mayrant, Rhind, Wainwright, Jekins, Rowan, Woolsey, Ludlow, Edison, Wilknes, Swanson, Bristol, Boyle, Murphy e Tillman
  - 15 navi trasporto truppe: William P. Biddle, Leonard Wood, Joseph T. Dickman, Tasker H. Bliss, Hugh L. Scott, Joseph Hewes, Edward Rutledge, Charles Carroll, Thomas Jefferson, Ancon, Elizabeth C. Stanton, Thurston, Arcturus, Procyon e Oberon

### Marina di Vichy
- Ammiraglio Frix Michelier
  - 1 nave da battaglia: Jean Bart
  - 1 incrociatore leggero: Primauguet
  - 9 cacciatorpediniere: Albatros, Milan, Boulonnais, Brestois, Fougueux, Frondeur, L'Alcyon, Simoun e  Tempête
  - 6 avvisi: Élan, Commandant Delage, La Boudeuse, La Gracieuse, Commandant Bory e un'altra unità
  - 11 sottomarini: Le Tonnant, Le Conquérant, Sidi Ferruch, Sibylle, Amazone,  Méduse, Antiope, Orphée, Amphitrite, Psyche e Oréade